# 湖沼
湖沼（こしょう）は、周囲を陸に囲まれ海と直接連絡していない静止した水の塊である（一部の例外を除く）。語義では湖沼のうち比較的大きなものを湖、同様に比較的小さなものを池あるいは沼と呼ぶが、学問上は様々な定義や分類が行われてきた（後述）。

## 概説

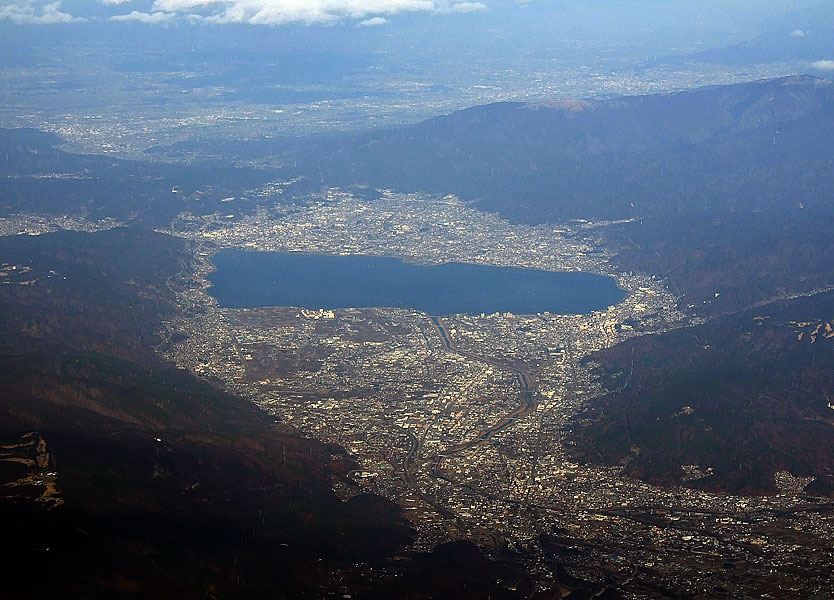
断層湖の諏訪湖

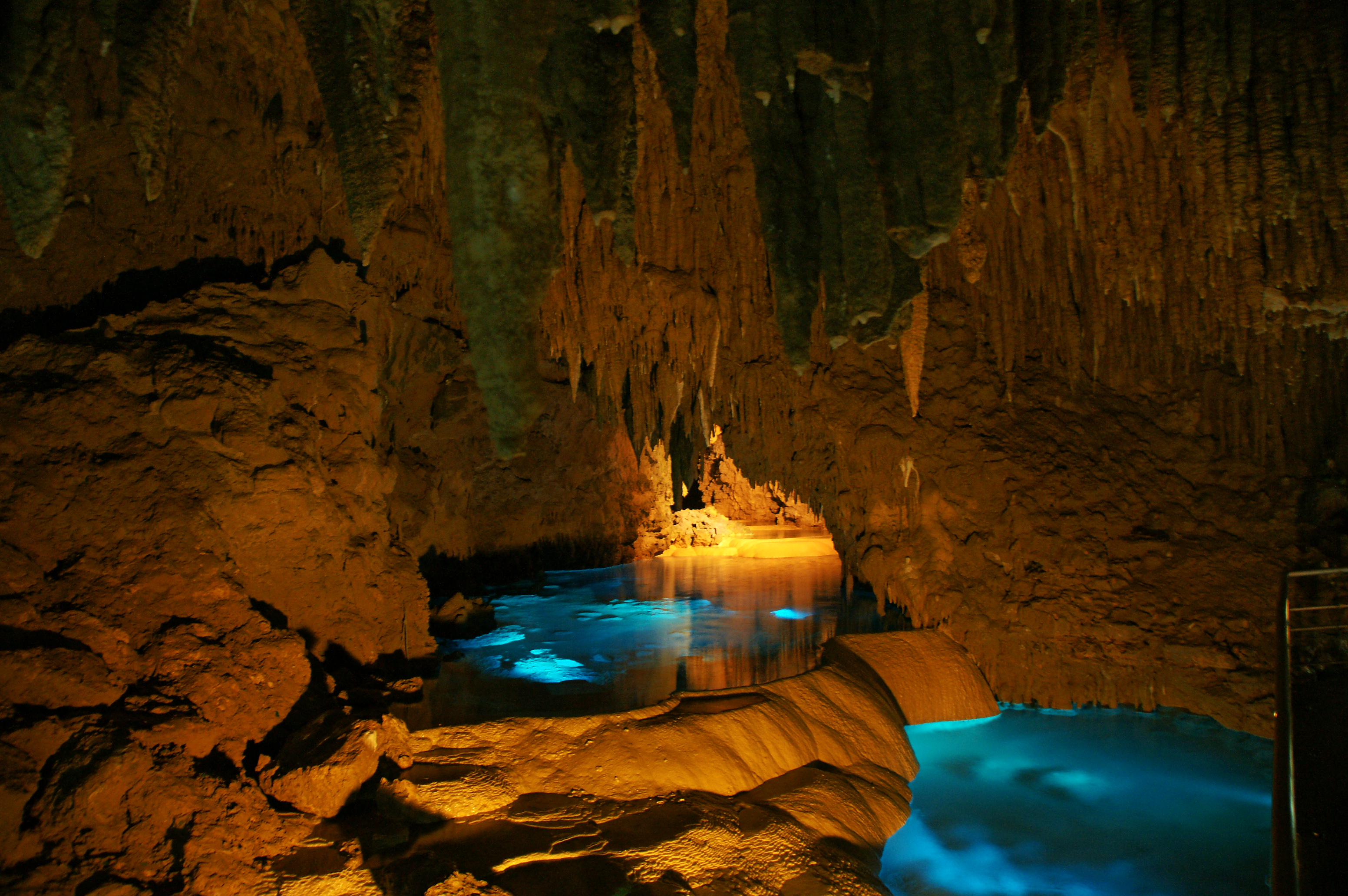
沖縄県の玉泉洞

陸水は陸氷、地下水、地表水に分けられる。地表水は流水または静水として存在し、凹地に滞留する静水及びその凹地を「湖沼」、特に静水が滞留する凹地とその地理的範囲を「湖盆」と呼ぶ。一方、地下水に関しては地下河川を通じて地底湖などの水域が形成される。

### 湖沼学上の分類
湖沼学では湖沼を湖（深い水底を持ち少なくとも中央部に水生植物が生えないもの）、沼（浅い水底でその全面で水生植物（沈水植物）の生育が可能なもの）、沼沢（ごく浅い水底で抽水植物が全面に繁茂するもの）に分ける。また、池は人造の静水域のことをいう。
ただし、歴史的には様々な分類が行われており諸説存在する。
- スイスの陸水学者フランソワ・フォーレルの説では、中央部において沿岸植物の侵入を受けない深さをもつものを湖とし、水底の植物がいたるところで繁茂するものを沼とした。
- アメリカの動物学者ポール・ウェルチの説では、波をかぶる不毛の岸をもつものを湖とし、湖が小さく浅く変化したものや人工的なものなどを池とした。
- A. J. ホーンとC. R. ゴールドマンの説では、主として風によって混合されるものを湖とし、主として対流によって混合されるものを池とする分類方法を提唱している。

1876年（明治9年）の『地所名称区別細目』においては陸地の一か所に水が滞留したもので天然の広くて深いものが湖、浅くて底が泥質のものが沼、平地を掘りまたは谷を堰き止めて人工的に造られたものが池とされている。日本の淡水生態学の開祖とも言える上野益三は小型で浅く全水面に沿岸植物が広がっているものを沼とし、人工施設によって全貯水量を管理できるものを池とした。

### 地名との関係性
湖沼学上の分類は固有の地名には当てはまらない。例えば湖沼学ではカスピ海は世界最大の湖である。また、奥日光の菅沼（最大水深92 m）などは水深の深い湖である。ただ、福島県の「沼沢沼」が「沼沢湖」、静岡県の「狸沼」が「田貫湖」となるなど改称する池沼も増えている。
なお、日本では河川法によって、ほとんどの湖沼は「河川」として名称と範囲が指定されている。だが、実際の「湖沼」がどのようなものかについて、法令による定義はない。

## 湖沼の形成要因

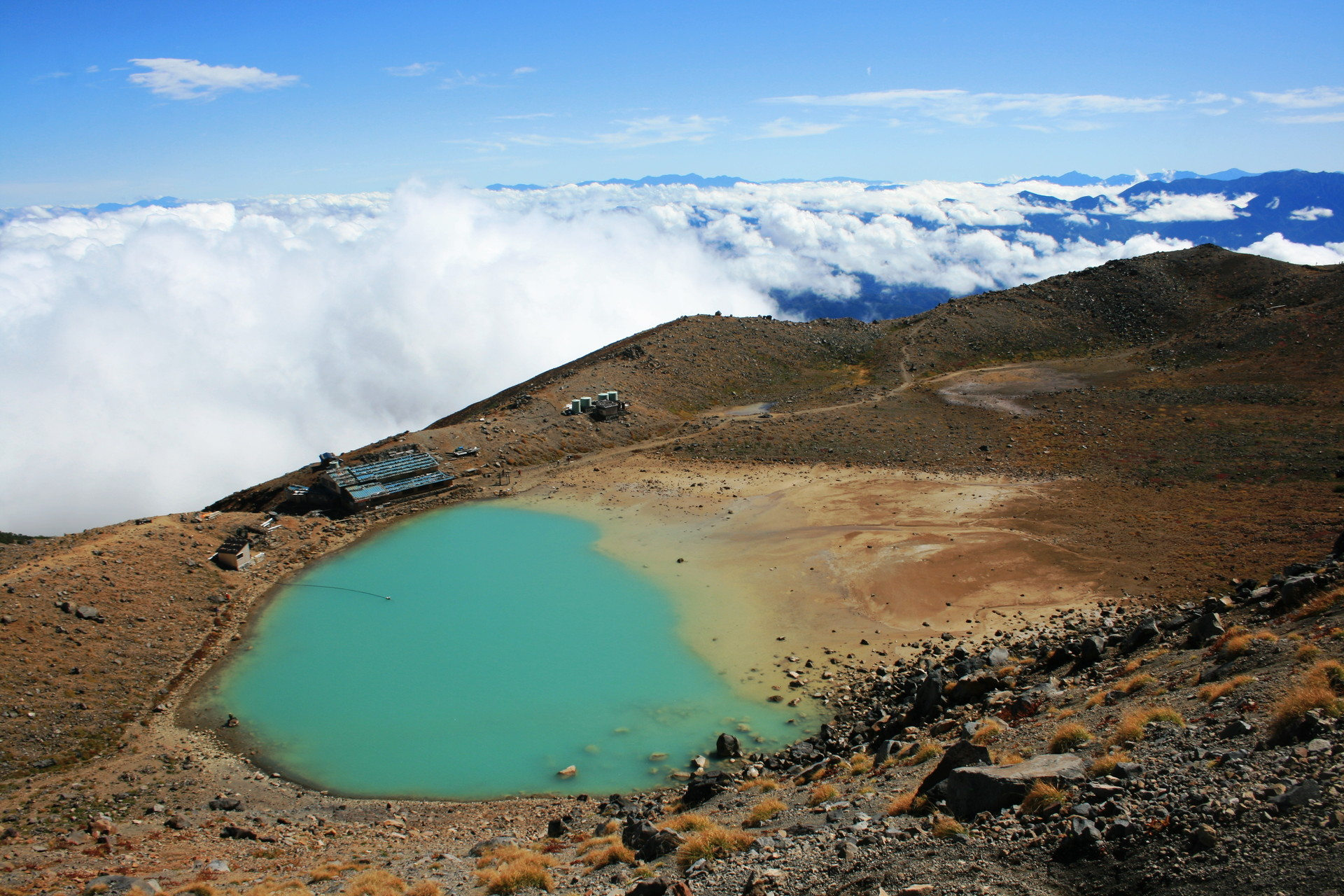
日本で最高所（標高2,905 m）の湖沼である御嶽山の二ノ池（火口湖）

何らかの要因で陸地内部に窪地が形成され、なおかつそこに水がたまることによって湖沼が形成される。要因として以下のような例を挙げることができるが、複数の要因が複合して形成されたものや形成要因がはっきりしない湖沼もある。陸水学者のエブリン・ハッチンソンは、湖沼の形成要因を地殻変動（構造湖）、火山活動（火山湖）、氷河活動（氷河湖）、その他の4種類に分類した。
日本においては陸水学者の吉村信吉が要因を侵蝕盆地、堰塞盆地、爆裂盆地、構造盆地に分類している。また、同じく陸水学者の田中正明は侵蝕作用（水蝕湖、氷蝕湖、溶蝕湖）、堰止湖（火山、氷河、川、地すべりなど）、火口湖、構造湖（褶曲湖、断層湖、カルデラ湖）に分類している。

### 地殻変動
断層

地殻の一部が分断されて上下にずれると高低差が生じて窪地が形成される。単一の断層によって形成される場合（例：アルバート湖）と、多数の断層によって形成される場合（例：バイカル湖、タンガニーカ湖、死海、琵琶湖）とがある。地殻が左右にずれる断層においても断層線が曲線状になっている場合には食い違いによって窪地が形成されることがある（例：ネス湖、諏訪湖）。断層湖または地溝湖と呼ばれる。
隆起や沈降
海底が隆起して陸地になるときに海が分断され湖沼として残されることがある（例：カスピ海）。一方、陸上においても下流へと流出していた水が地殻の沈降や隆起によって行き場を失い湖沼となることがある（例：ビクトリア湖、チチカカ湖）。

### 火山活動

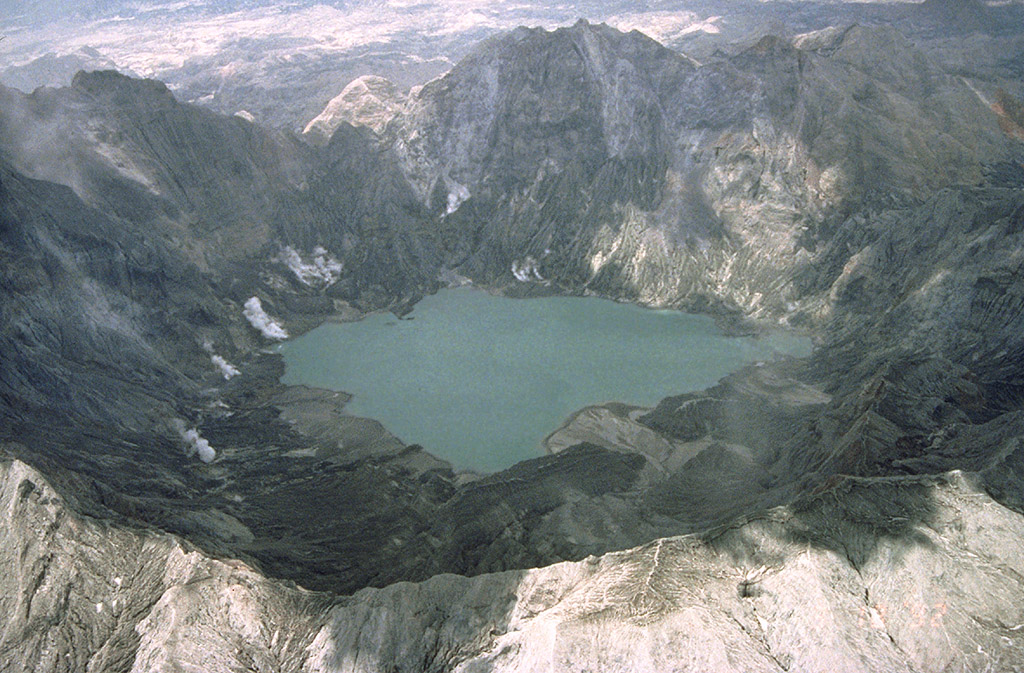
ピナトゥボ山のカルデラ湖

火山の火口
火山の爆発によって地表の土砂が吹き飛ばされると窪地が形成される。山頂火口に形成されるもの（例：大浪池）と、水蒸気爆発によって形成されるもの（例：ニオス湖、目潟）がある。火口湖（かこうこ）と呼ばれる。おおむね湖の水質は強酸性であることが多い。
カルデラ
火山噴火によって地下のマグマが噴出し、残された空洞が落ち込んで窪地となったもの（例：トバ湖、屈斜路湖、摩周湖）。カルデラ湖と呼ばれる。カルデラ内の平坦部（火口原）に形成されたものを火口原湖という。
火山噴出物による堰き止め
溶岩や火山灰などが谷の一部を埋めて川を堰き止めると湖沼がつくられる（例：中禅寺湖、阿寒湖、富士五湖、桧原湖、大正池）。
火山の冷却
火山が冷却されると地殻が収縮し窪地が形成される（例：イエローストーン湖）。

### 氷河

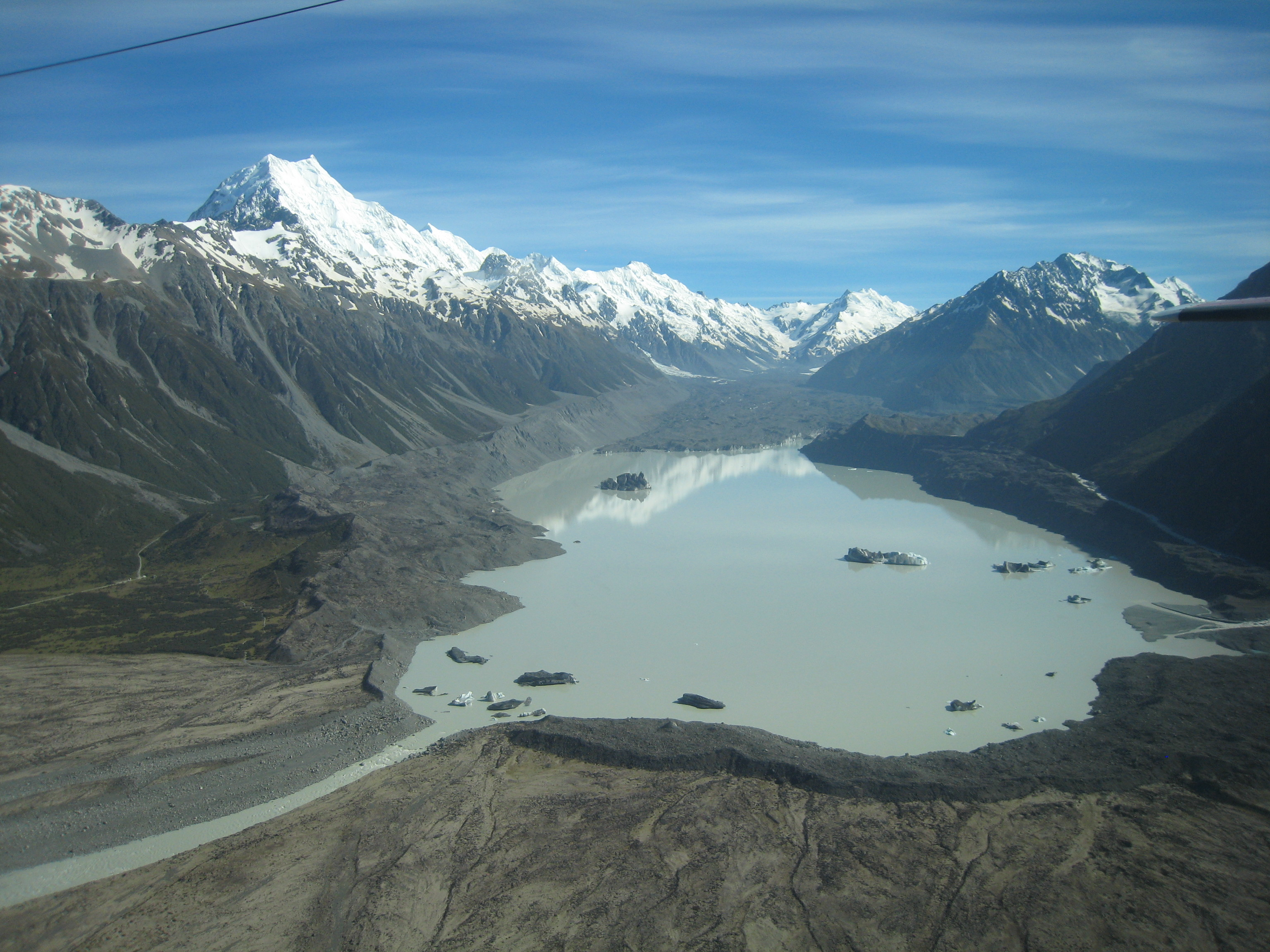
氷河の作用によってできたタスマン湖

広義の氷河湖である。
氷河による侵食
氷河の運動が地面を侵食し窪地（U字谷）が形成され湖沼となる（例：ボーデン湖）。いわゆる狭義の氷河湖である。日本には例がない。
氷河による沈降
氷河の重さによって地殻が沈降して窪地が形成され湖沼となる（例：コモ湖）。
氷河による堆積物
氷河が溶けて消失するときに氷河に含まれる岩石や土砂が土手のように堆積し、囲まれた窪地が湖沼となる。
氷河そのものによる堰き止め
氷河を望む斜面を流れる川が氷河に突き当たると水の行き場を失い湖沼となる場合がある。
氷の融解
氷河や永久凍土が部分的に融解して湖沼となったもの（例：ボストーク湖）。解氷湖あるいはサーモカルスト湖と呼ばれる。

### その他自然的要因のもの

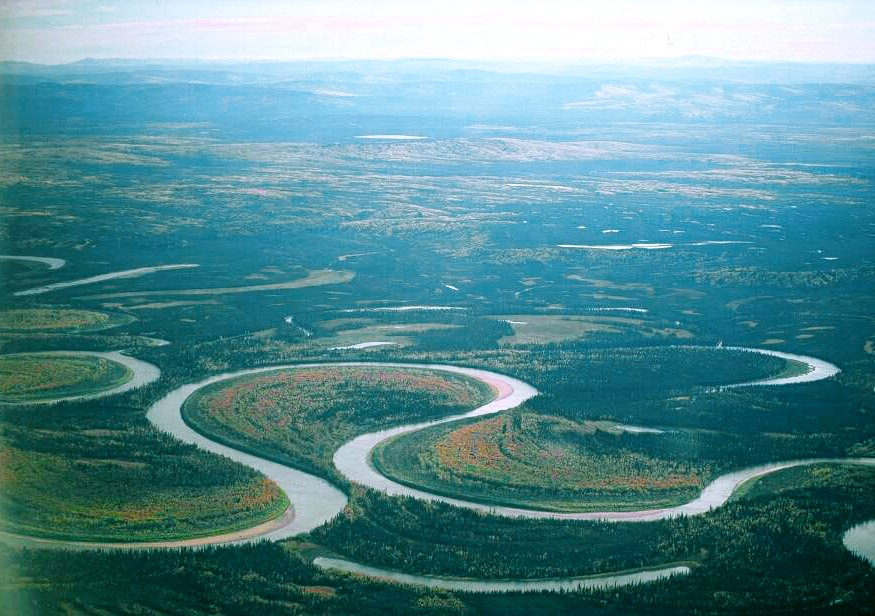
アラスカの河跡湖

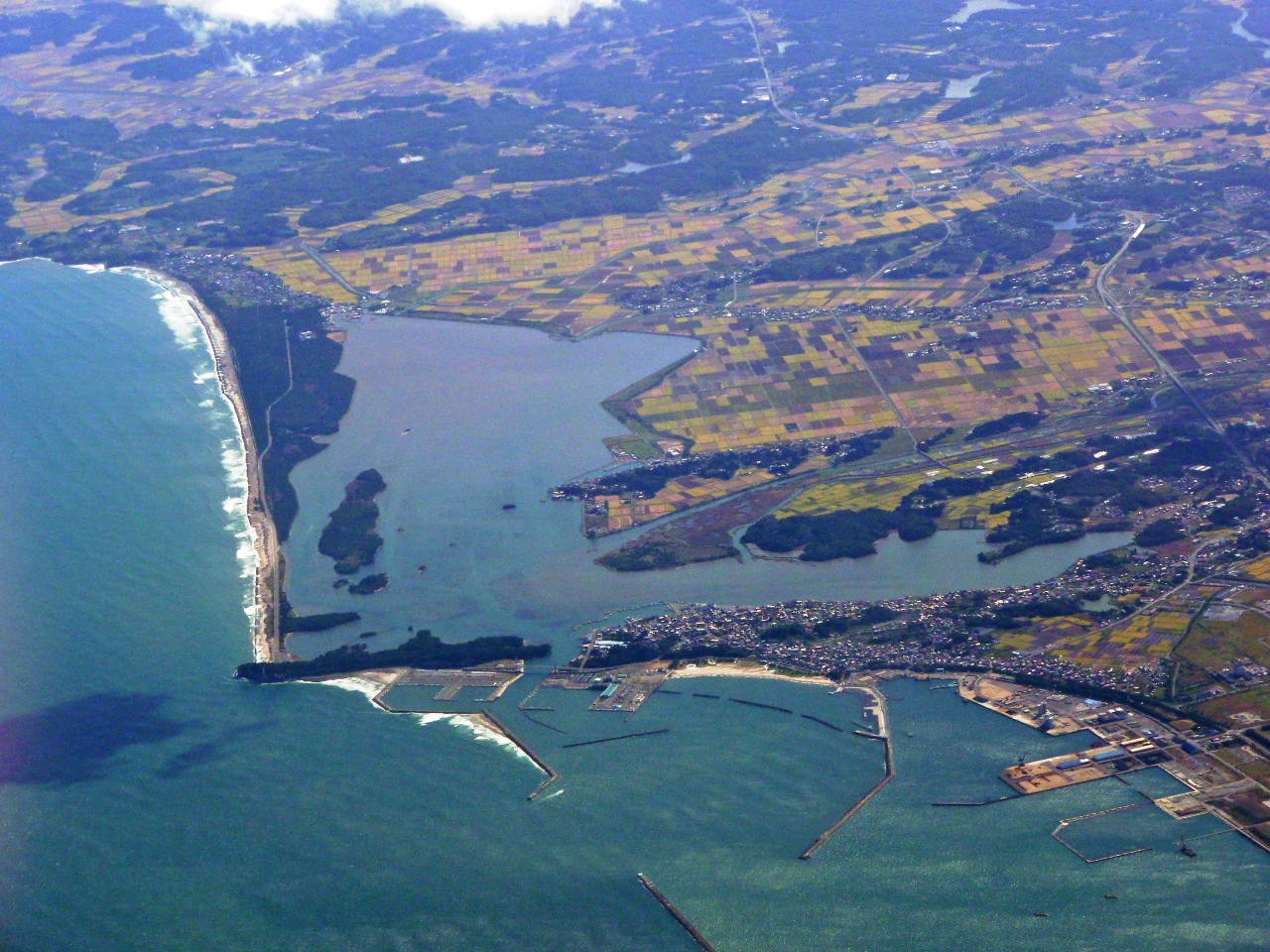
潟湖の松川浦

地すべりによる堰き止め
地震などによって斜面が崩壊し川を堰き止めると湖沼がつくられる（例：震生湖）。大地震の際に出来た場合には余震などで決壊する二次災害をもたらす場合がある。
化学的な溶解
岩石、特に石灰岩が雨水などによって溶かされて窪地が形成される（例：大池）。カルスト湖と呼ばれる。
川の蛇行
かつて川が蛇行して流れていたものが、氾濫による河道の短絡によって蛇行部分が流路から取り残された後、流路と連結していた部分が土砂の堆積で閉塞して湖沼となる。河跡湖（かせきこ）あるいは三日月湖（みかづきこ）と呼ばれる。
川による堰き止め
川によって運ばれる土砂が支流を堰き止めて湖沼となる（例：印旛沼）。
海流や波浪
海流または波浪が海岸付近の砂を流動させて砂州をつくり、海を区切ることで湖沼となる（例：パトス湖、ヴェネツィアの潟、サロマ湖）。潟湖（せきこ、かたこ）またはラグーンと呼ばれる。海跡湖の一種。樺太北部の東海岸に多く見られる。
海水面変動
海水面の下降によって陸地内に海が取り残されて湖沼となる（例：オキーチョビー湖）。海跡湖の一種。
風
砂漠や砂浜などにおいては風が起伏のある地形を形成する。（例：佐潟）。砂丘湖（さきゅうこ）と呼ばれる。
植物の活動
植物が生育しやすい場所には植物の生産物が積み重なって標高が高くなり、相対的に植物が生育しにくい場所が窪地となる（例えば湧水の近くなど）。
天体の落下
隕石・小惑星・彗星等、天体の落下によって凹地（クレーター）ができ水がたまることによって湖ができることがある（例：カラクル湖、ボスムトゥイ湖、ミスタスティン湖、クリアウォーター湖、ピングアルク湖等）。1908年のツングースカ大爆発跡においても、落下天体の最終爆発地点の北8km付近でそれが成因である湖沼（チェコ湖）が近年発見されている。なお、マニクアガン・クレーターのように、天体衝突によるクレーター地形を利用してダム湖を建設した例もある。

### 人工的なもの
人為的に造られた湖は人造湖（じんぞうこ）とよばれる。多くは人工の堰堤によって川をせき止めたり湾を仕切ったりして造られる。後者の例に児島湖、諫早湾調整池など。旧ソビエト連邦領内には、核実験によってできたクレーターに水が溜まった人造湖（セミパラチンスク核実験場#原子の湖を参照）もある。
ダム湖
ダムによって造られた湖。計画水面以下の元の地形に谷が多いと、湖岸線が複雑な形になることが多い。朱鞠内湖（日本最大の湛水面積の人造湖）、奥多摩湖、宮ヶ瀬湖、九頭竜湖、ミード湖など。

## 湖沼の変化

### 湖盆地形の変化
湖盆地形の変化は5段階に分けられる。
1. 青年期 - 堆積が進んでおらず湖盆の原型が残る段階[1]
2. 壮年期 - 湖棚や湖底平原が形成されるものの湖盆全体を堆積物を覆うまでの段階[1]
3. 老年期 - 湖棚崖が堆積物で埋まり湖底全体がなだらかに変化した段階[1]
4. 沼 - 湖底平原が浅くなり湖棚は埋まって湖面全体に植物が繁茂する段階[1]
5. 沼沢 - 浅化が進み水面全体が抽水植物に覆われ沈水植物が衰退する段階[1]

### 古代湖
およそ十万年以上存続している湖。琵琶湖、バイカル湖、カスピ海、チチカカ湖など。特に、バイカル湖は2000万年以上前からあると考えられており、世界で最も古い湖とされる。また、福井県三方郡にある三方五湖（みかたごこ）にある水月湖は約11,200年- 52,800年前にわたる過去約5万年間の年縞とよばれる湖底堆積物が発見されており地質学的年代決定での世界標準となっている。

### 消滅・面積減少
ダムや灌漑、温暖化によって湖に流れ込む水量が減り、蒸発する量が増えると消滅する。例としては、世界第4位であったアラル海、中東でカスピ海に次ぐ面積を持っていたオルーミーイェ湖の他、ポオポ湖、ロプノールなどがある。
自然に消滅する例としては、東雲湖のように堆積物によって水位が下がる。天然ダムの決壊などによっても消滅する。

## 湖沼の温度
温帯にある深い湖沼は夏に3層の温度層を構成するものが多い。これは水の比重が4℃で最大となるためである（4℃よりも低くなると、逆に比重が低くなる）。最上層は表水層と呼ばれ、日光によって温められた水温の高い層である。最下層は深水層と呼ばれ、温度の低い層である。表水層と深水層との間には水温躍層（温度躍層）と呼ばれる温度変化の大きい層がある。
秋または冬になり表水層が冷却されると層構造が乱され上下に攪拌混合される。年間を通して1回だけ混合される湖沼は一循環湖と呼ばれ、冬期に混合される。年間2回混合される湖沼は二循環湖と呼ばれ、秋と春に混合される。浅い湖沼は1日あるいは2-3日ごとに混合される多循環湖となり、一年を通して氷の下にある湖沼は混合されない無循環湖となる。一般的な湖沼は混合が湖底にまで及ぶが、特に深い湖沼や湖底付近の塩分濃度が高い湖沼の中には部分的にしか混合されないものもある。

### 二循環湖の季節変動
- 冬の停滞期 - 表面は0度に下がるが、水深が深くなるに従って水温があがる。湖底の最低水温は4℃である。
- 春の循環期 - 表面の水温上昇と、風の作用によって湖水の循環が起こる。
- 夏の停滞期 - 表面温度が高くなり、表水層と深水層の水温差があるため間に水温躍層が発生し、湖水の循環が弱くなる。
- 秋の循環期 - 表面の水温低下と、風の作用によって湖水の循環が起こる。

## 湖沼の水質
湖沼の水質は流入する河川水、地下水や雨水、あるいは地質、気候、生態系など様々な要因に影響される。
水質を表す最も重要な指標の一つはその湖沼がどれだけ多くの生物を養うことができるかを表すものであり、湖沼型あるいは栄養型と呼ばれる。基本的には養いうる生物が少ない順に、貧栄養型、中栄養型、富栄養型に分類される。具体的には食物連鎖の底辺にある植物プランクトンの生育速度を規定する窒素およびリンの含有量を指標とすることが多い。
多くの湖沼は形成時において貧栄養型であり、次第に中栄養型、富栄養型へと移り変わっていく。このような遷移は湖沼の富栄養化と呼ばれる。生物の活動が盛んになるとともに水底に有機物が堆積し湿地や陸地になって湖沼は消滅する。但し、実際の遷移過程は湖沼の深さや周辺環境などに大きく左右されるため実に多様である。湖沼周辺における人間の活動はしばしば湖沼の富栄養化を加速する。
溶存酸素量も水質を表す重要な指標である。湖沼水中に溶解している酸素は主として植物の光合成によるものであり、湖沼型や水温によって変動する。

### 湖沼型による分類

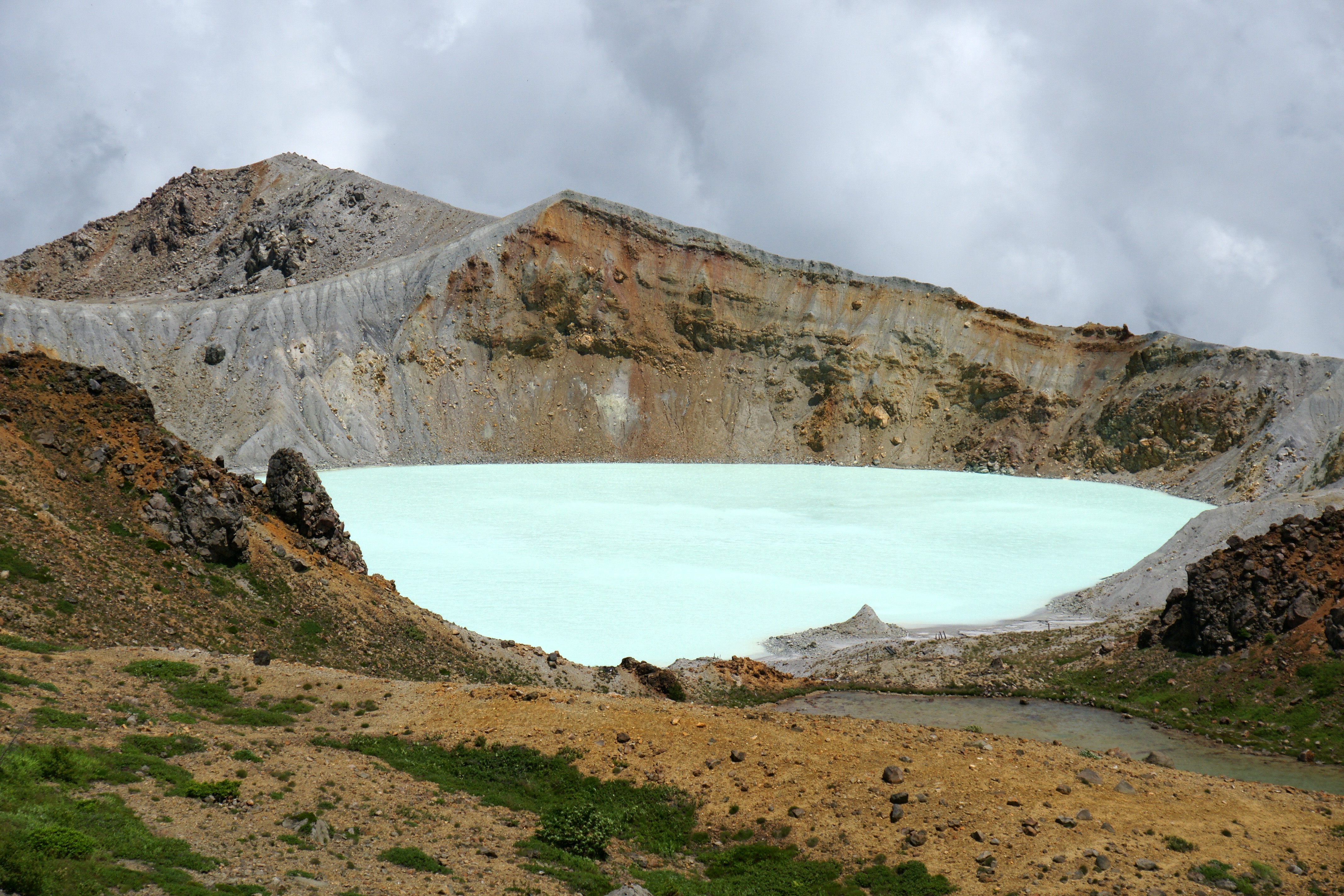
草津白根山の火口湖湯釜
世界で最も酸性度の高い湖沼、pH1.2

貧栄養湖（ひんえいようこ）
栄養分の少ない湖沼。摩周湖など。
中栄養湖
中程度の栄養を持つ湖沼。
富栄養湖（ふえいようこ）
栄養分の多い湖沼。有機物により透明度が下がる。宍道湖など。
酸栄養湖（さんえいようこ）
pHが5.6以下の酸性の強い湖沼。湯釜など。
アルカリ栄養湖（あるかりえいようこ）
pHが9.0以上のアルカリ性の強い湖沼。アフリカや南北アメリカ大陸の石灰岩地域や乾燥地域の塩湖に多い。ナクル湖、モノ湖など。
腐植栄養湖（ふしょくえいようこ）
腐植質の有機物を多く含む湖沼。姉沼など。

### その他の水質による分類
淡水湖（たんすいこ）
淡水の湖沼。地理学上の定義では、塩類の濃度が500 mg/L (0.05%) 以下の場合を淡水湖と呼ぶ。（計算上では水100Lに対し塩分は50g以下ということになる）
鹹湖（かんこ）
淡水湖ではない湖沼。岩塩が広く分布している地域では、塩水の湧出による鹹湖も存在する。
汽水湖（きすいこ）
海水と淡水が入り交じっている鹹湖のこと。浜名湖、宍道湖など。汽水湖は開水路を通じて海水と交流がある場合がほとんどであるが、開水路がなく地下水を通じて海水と交流がある場合もある。
塩湖（えんこ）
狭義：水の蒸発量が多いために海水以外に由来する塩分の濃度が高くなった湖沼。カスピ海、死海、グレートソルト湖など。
広義：塩類の総イオン濃度が3 g/L以上の湖沼（塩類の原因は問わない）（計算上では水100Lに対し塩分は300g以上ということになる）。
火山湖（かざんこ）
火山性の温泉、鉱泉が混入したために鹹湖となった湖沼。
海水湖（かいすいこ）
塩分が海水と同程度かそれ以上の湖沼。

## 湖沼の色
湖沼の色には「水そのものの色」と「見かけの色」とがある。水そのものの色は分光器などを用いて計測される。見かけの色とは湖沼の岸から観察される色であり、水そのものの色に加えて透明度、深さ、太陽の位置、背景となる空や陸地の色、湖底の色などに影響される。一般に濁りがなく深い湖沼は青色に見え（水の青を参照）、濁りが強まったり水深が浅くなると緑色や黄色を呈するようになる。
学術的には湖沼の真上から見た色を水色標準と比較する方法で計測される。標準として一般にフォーレル・ウーレ水色計が用いられる。

## 湖沼の生物
規模の大きい湖沼や古代湖は生物相が豊富であることが多く、たとえば琵琶湖には多数の固有種が知られる。多くの湖沼はあまり長い歴史を持っておらず、むしろ周辺の河川に棲む生物との関連性が強い。一般に人工湖は生物の多様性が小さい。
ただし、状況は湖沼の成因や性質、地域などによって大きく異なる。火口湖や塩湖の一部のように酸や塩類の濃度が高い場合、ほとんど生物の棲まない例、あるいはごく限られた生物のみが見られる例もある。
生物相そのものは、それが海水に起源を持つかどうかで大きく異なる。潟湖のような場合、極端な例では周辺の海と大差ない生物相を持つ例もある。一般に海は生物相が豊富であり、海水に起源のある湖は豊富な生物相を持つ。現在では完全な淡水であるが、かつて海水であったような湖では海産生物に類縁を持つ生物が見られる場合がある。たとえばバイカル湖には唯一の淡水産アザラシであるバイカルアザラシが棲んでいる。このような生物が見られた場合、この湖がかつて海との繋がりを持っていた証拠と考え、海水遺跡種と呼ぶ。

### 陸地
湖沼を取り巻く陸地には豊富な地下水を好むヤナギなどの樹木からなる水辺林が形成され、岸辺に近い場所にはスゲ、イヌガラシなど湿潤を好む湿地性植物が繁茂する。

### 水辺
水深の浅い場所には水面下に根を張り水面上に葉を広げる抽水性植物が分布する。温帯ではヨシ、ホタルイ、ショウブなど、熱帯ではパピルスなどが見られる。水深が大きくなると水面に葉を浮かせるヒシ、ジュンサイ、アサザなどの浮葉性植物が繁茂する。さらに深い場所には水面下に葉を広げる車軸藻類などの沈水性植物が分布する。
湖沼において水辺、特に抽水性植物の分布する場所は魚類、エビ、両生類、水生昆虫などが生育し、湖沼における漁獲量の75パーセントを占めている。岸辺の傾斜が緩やかになるほど水辺の面積が大きくなり多様な生物が見られるようになる。一方で湖沼の面積が大きくなると風浪の影響によって生物は少なくなる。

### 沖合
水中を漂う植物プランクトンは十分な日光の届く水面近くで光合成を行い酸素を供給する。ウキクサ、サンショウモ、ホテイアオイなどの浮漂植物は風に流されやすく肥沃な水を必要とするため一般的ではないが、条件が整うと急速に繁茂して湖面を覆い尽くすこともある。

## 環境問題
湖沼に関する環境問題として以下のようなものがある。
水質汚濁
生活排水などが過剰に流入すると湖沼の水質が悪化する。湖沼は海や川よりも閉鎖的であるため影響が発現しやすく、いったん水質が悪化すると長期間に及ぶ。住民の関心の高まりなどにより、湖沼に流入する水質規制が強化されている。また、水生植物の採取等について届出を義務付けなど自然の浄化機能を活用した取組も試みられている。しかし、過去の水質が悪化した時代の沈殿物は湖沼の底に底質汚染となって存在し、湖沼の水質改善が進まない大きな要因となっている。
土砂流入
湖沼の周辺において過剰な伐採が行われると土壌が急速に侵食され大量の土砂が流入する。
取水

漁撈

外来種

## 湖における経済活動
規模の大きな湖では湖岸を迂回した陸上交通では迂遠になるため、渡し船などを用いた水運が行われる。また観光地にある湖では、観光用の旅客船を運航することがある。
食用になる水生生物を産する場合には水産業が行われる。天然に産するものを採取するだけでなく、養殖業も盛んである。また、一部の湖は漁業法上の海面に指定されている。
釣りやウォータースポーツなど、湖はレジャー活動の舞台にもなる。外来の釣り人から遊漁料を徴収している湖もある。

## 湖に関連する地形
かつての塩湖が干上がることによって広大で平坦な土地が形成される（塩水乾湖）。その地を利用して多くは未舗装のまま滑走路や路面とし、航空機の緊急離着陸場や自動車、自動二輪車のドラッグレース場、高速度・高加速実験場として利用されている。